# 주제 케밥
주제 케밥(페르시아어: جوجه‌ کباب 주제 카바브)은 이란의 닭고기 케밥이다.

## 이름
페르시아어 "주제 카바브(جوجه‌ کباب)"는 "닭, 병아리"를 뜻하는 "주제(جوجه‌)"와 "케밥"를 뜻하는 "카바브(کباب)"가 합쳐진 말로, "닭고기 케밥"이라는 뜻이다.

## 같이 보기
- 닭꼬치
- 사테 아얌
- 시시 타부크
- 야키토리
- 첸제 케밥